# Петрички окръг
Петричкият окръг е бивша административно-териториална единица в България, съществувала от 1920 до 1934 година.
Окръгът е учреден на 22 февруари 1920 година с III постановление на Министерския съвет, след отнемането на Струмишко от България по силата на Ньойски договор и закриването на Струмишкия окръг. Център на окръга е град Петрич. Околиите на Петричкия окръг са пет:
- Горноджумайска околия
- Мелнишка околия
- Мехомийска околия
- Неврокопска околия
- Петричка околия

В 1925 година Мелнишка околия се преименува на Светиврачка, а Мехомийска на Разложка.
След Деветнадесетомайския преврат в 1934 година в България е въведено ново административно-териториално деление и окръгът се закрива. Горноджумайската, Петричката и Светиврачката околия са присъединени към Софийската област, а Неврокопската и Разложката – към Пловдивската.